# Beyköy-Texte
Beyköy-Texte ist ein umgangssprachlicher Begriff für verschiedene Inschriften des 12. Jahrhunderts v. Chr., die in der zweiten Hälfte des 19. Jahrhunderts im Gebiet des Ortes Beyköy (Landkreis İhsaniye) in Kleinasien, 34 Kilometer nördlich von Afyonkarahisar, gefunden worden sein sollen, heute aber nur noch in Abschriften oder Übersetzungen vorliegen, da die Originale nicht mehr auffindbar sind. Die Authentizität der Inschriften in luwischer Hieroglyphenschrift und in hethitischer Keilschrift wird von verschiedenen Wissenschaftlern einerseits wegen der Fundgeschichte, andererseits aufgrund philologischer Überlegungen angezweifelt. Einzig die Echtheit der hieroglyphenluwischen Inschrift HL Beyköy 1 wird nicht bestritten.
Die hieroglyphenluwischen Beyköy-Texte 2 bis 4 und der Inhalt der keilschriftlichen Beyköy-Texte stammen aus dem Nachlass des 2012 verstorbenen englischen Prähistorikers James Mellaart. Eine Sichtung seines Nachlasses ergab, dass Mellaart zahlreiche Fälschungen herstellte, um die von ihm angenommene historische Sicht der Geschichte Kleinasiens zu untermauern, wie Eberhard Zangger, der die Texte 2017 der Öffentlichkeit vorstellte, in einer am 28. Februar 2018 herausgegebenen Mitteilung bekannt gab. Gemäß Zangger konnte die Fälschung der keilschriftlichen Texte aufgedeckt werden, nicht aber für die hieroglyphenluwischen Inschriften, so dass deren Echtheit weiterhin umstritten bleibt.
Auf dem Hügel Yumruktepe bei Beyköy wurden außerdem von dem deutschen Sprachwissenschaftler Franz Steinherr unter Berufung auf Leopold Messerschmidt Reste einer hethitischen Flügelsonne und einer Inschrift beschrieben. Die Inschrift ist heute nicht mehr erkennbar. 

## Hieroglyphenluwische Beyköy-Texte

### HL Beyköy 1
In seiner Veröffentlichung Syro-Cappadocian Monuments in Asia Minor von 1889 beschrieb der schottische Althistoriker und Archäologe William M. Ramsay eine Inschrift, die er auf einem großen, wahrscheinlich trachytischen Steinblock an der Seite eines Hügelgrabes entdeckte. Als Lage des Grabbaus gab er über eine englische Meile südlich von Beyköy an.

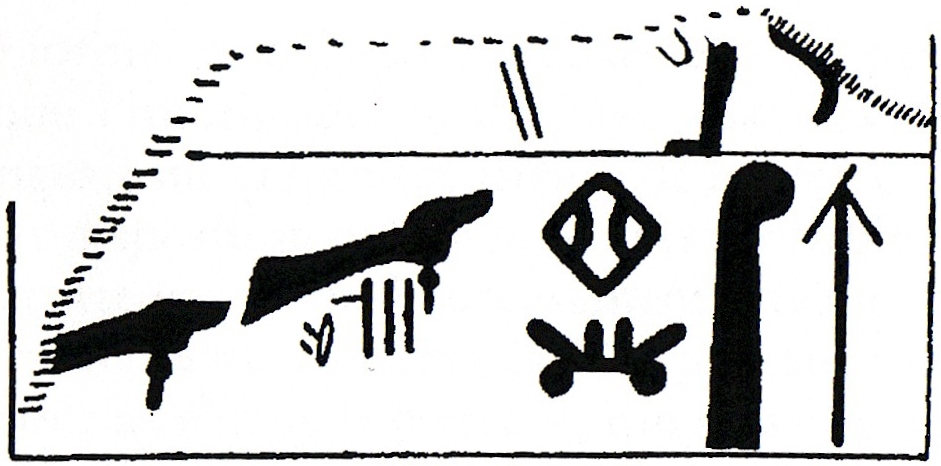
Beyköy 1 (nach William Ramsay)

Ramsay kopierte die Inschrift im August 1884 und erkannte sie als Hieroglyphenschrift, deren durch ein schmales Reliefband getrennte zwei breite Linien Zeichen enthielten, die in vertikaler Reihenfolge einzelne Worte bildeten. Die unterschiedliche Ausrichtung eines Fußes in der oberen und einer Hand in der unteren Linie interpretierte er als Bustrophedon-Schreibweise.
Zu Zeiten Ramsays konnten luwische Hieroglyphen noch nicht gedeutet werden. Die französische Archäologin Émilia Masson (Forscherin am CNRS) nahm 1980 die Inschrift in ihrem Beitrag Les Inscriptions Louvites Hiéroglyphiques de Köylütolu et Beyköy im 19. Band der Zeitschrift Kadmos auf. Dort übersetzte sie die untere Inschriftenlinie, in der Transliteration EXERCITUS ku-x tà-tara/i-ha-tà, als „die Armee von ... war immer siegreich“. Der fragmentarische Text gedenkt einer erfolgreichen Militärkampagne des hethitischen Großkönigs Muwattalli II. tuhkanti oder des Kronprinzen Urhitesup, des späteren Großkönigs Mursili III., in der Region.

### HL Beyköy 2
Der Text HL Beyköy 2 stammt aus dem Nachlass von James Mellaart. Dessen Sohn Alan Mellaart übergab ihn mit anderen Dokumenten im Juni 2017 an den in Westfalen geborenen Schweizer Geoarchäologen Eberhard Zangger, der in den 1990er Jahren mit James Mellaart in Kontakt gestanden hatte. Im Dezember 2017 erschien eine Online-Vorveröffentlichung des Textes unter dem Titel Rediscovered Luwian Hieroglyphic Inscriptions from Western Asia Minor von Eberhard Zangger und dem niederländischen Linguisten Fred Woudhuizen in der Archäologie-Fachzeitschrift TALANTA. Bei HL Beyköy 2 handelt es sich um den mit Abstand längsten hieroglyphenluwischen Text der Bronzezeit, der aus der Zeit um 1180 v. Chr. stammen könnte. Er rekapituliert die Ereignisse der letzten Jahre aus der Sicht des Großkönigs Kupanta-Kurunta von Mira, zu dessen Großreich auch Arzawa, Šeḫa und Wiluša gehört haben soll.

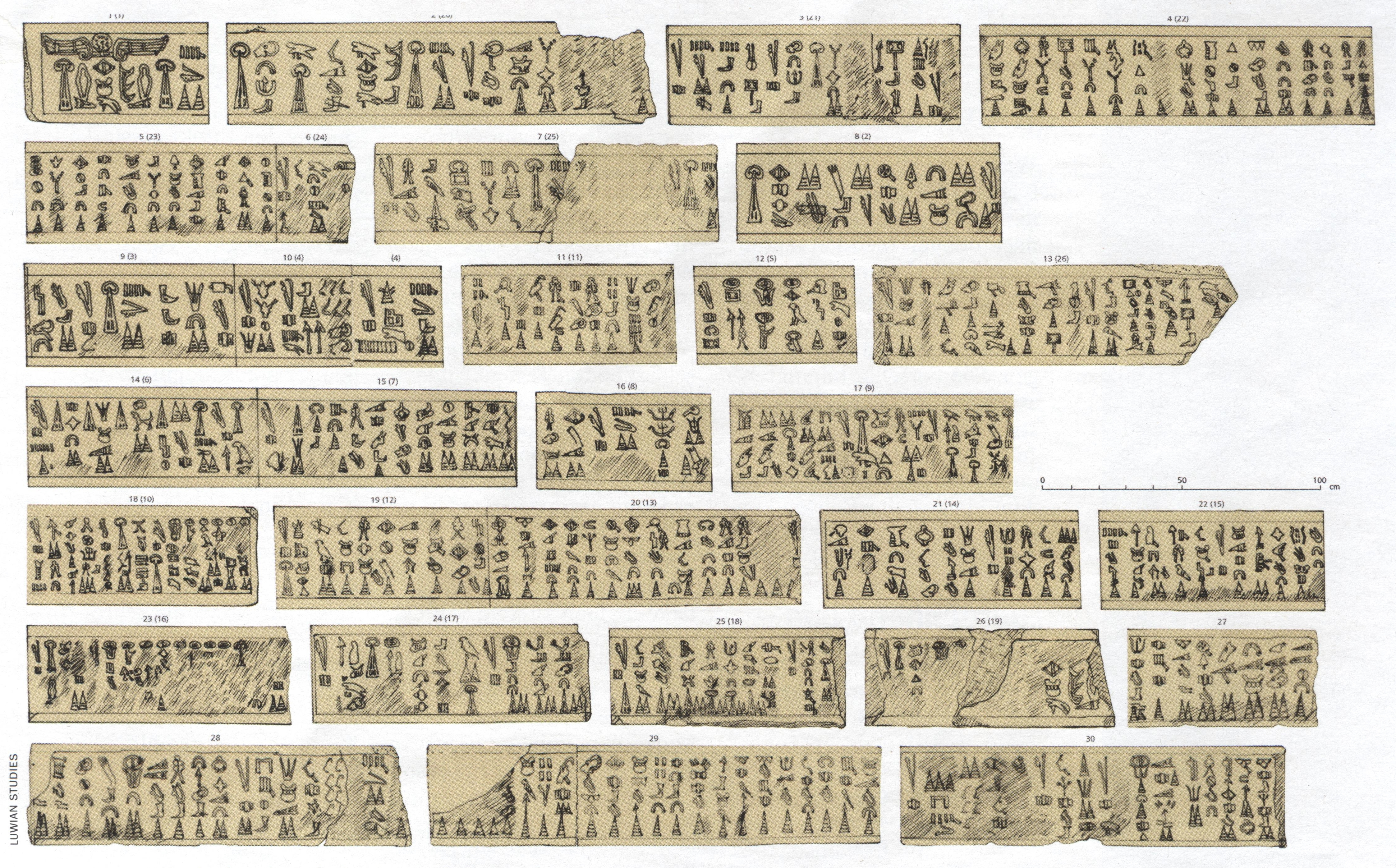
Beyköy 2 (nach James Mellaart)

Nach James Mellaart wurde der Text 1878 durch den französischen Archäologen, Althistoriker und Epigraphiker Georges Perrot von 30 Steinblöcken abgezeichnet, die bei Beyköy von Kleinbauern als Baumaterial aus dem Boden geholt worden waren. Die Länge des Inschriftenfrieses soll bei einer Höhe von 35 Zentimetern insgesamt 29 Meter betragen haben. Da die Zeichen des Hieroglyphen-Luwischen noch nicht gelesen werden konnten, ordnete Perrot die Abzeichnungen der verschiedenen Blöcke zum Teil in der falschen Reihenfolge an. Später hätten die Einheimischen die Steinblöcke in das Fundament einer neu errichteten Moschee verbaut, so dass sie heute nicht mehr zugänglich sind.
Im Zuge der Entzifferung der Luwischen Hieroglyphen wurde nach Mellaart in den 1950er Jahren ein türkisch-amerikanisches Forschungsprojekt ins Leben gerufen, das sich auf bislang unveröffentlichte Dokumente konzentrierte, die im 19. Jahrhundert in den Besitz der osmanischen Regierung gelangt waren, darunter die Beyköy-Abzeichnungen Perrots. An dem Projekt sollen unter der Leitung des Direktors der Antikenbehörde in Ankara Hamit Zübeyir Koşay († 1984) neben den Übersetzern Albrecht Götze († 1971) und Edmund Irwin Gordon († 1984) der Kurator des Britischen Museums in London Richard David Barnett († 1986) sowie die Archäologen Bahadır Alkım († 1981) und seine Ehefrau Handam Alkım († 1985) beteiligt gewesen sein. Durch Kontakt mit Bahadır und Handam Alkım wurde James Mellaart 1976 ein Mitglied des Projekts.
Vorstehende Angaben stammen aus zum Teil handschriftlichen Notizen im Nachlass Mellaarts. Demnach hatte Bahadır Alkım in den 1970er Jahren gezielt nach den Zeichnungen Perrots gesucht und diese schließlich auch gefunden. Eine Veröffentlichung der hieroglyphenluwischen Inschrift sei im zweiten Band einer umfassenden Publikation der Forschungsergebnisse des Projekts vorgesehen gewesen, deren erster Band die Übersetzung der keilschriftlichen Beyköy-Texte enthalten sollte (siehe unten). James Mellaarts Nachlass enthielt verschiedene Versionen der Übersetzung von HL Beyköy 2 durch Bahadır Alkım aus denen ersichtlich ist, wie die Wissenschaftler sukzessive die richtige Reihenfolge der Tafeln ermittelten. Die Übersetzung blieb jedoch unbeholfen, im Vergleich zum heutigen Kenntnisstand der luwischen Schrift und Sprache.
Die Ankündigung der Publikation des Textes von HL Beyköy 2, einer Benennung von Fred Woudhuizen, löste 2017 eine Debatte unter Wissenschaftlern, insbesondere Luwologen aus. Es stellte sich heraus, dass der Archäologe und Hethitologe J. David Hawkins sowie der Schriftexperte Mark Weeden das Dokument seit 1989 bzw. 2012 kannten und davon überzeugt waren, dass es sich um eine Fälschung Mellaarts handele. James Mellaart war zu Lebzeiten in die Dorak-Affäre und die Çatalhöyük-Kontroverse verwickelt, wurde jedoch nie wegen Fälschung verurteilt. Tatsächlich war HL Beyköy 2 bereits vom damaligen Direktor des British Institute at Ankara, dem Hethitologen Oliver R. Gurney, auf einer Hethitologenkonferenz in Gent vor rund 40 Experten vorgestellt worden. In der Publikation des Textes in der Zeitschrift TALANTA versuchen Zangger und Woudhuizen im Abschnitt Arguments for and against authenticity den Fälschungsvorwurf gegen Mellaart zu entkräften. Die Diskussion darum ist noch nicht abgeschlossen. Nachstehend die Transliteration und die Übersetzung des Textes HL Beyköy 2 von Fred Woudhuizen:
Zuletzt hat sich John David Hawkins, Autor des Corpus der hieroglyphen-luwischen Inschriften, klar für die Fälschung der Inschrift ausgesprochen.
| § 1 § 2 § 3 § 4 § 5 § 6 § 7 § 8 § 9 [ ] § 10 [ ] § 11 § 12 § 13 § 14 § 15 § 16 § 17 § 18 § 19 § 20 § 21 § 22 § 23 § 24 § 25 § 26 § 27 § 28 § 29 § 30 § 31 § 32 § 33 § 34 § 35 § 36 § 37 § 38 § 39 § 40 § 41 § 42 § 43 § 44 [ ] § 45 § 46 § 47 § 48 § 49 § 50 | sol suus URA+HANTAWAT la+PÁRNA ku-pa-tá-KURUNT la+PÁRNA URA+HANTAWAT mi+r(a)-àUTNA URA+HANTAWAT ma-sa-hù+i-ti infansm URA+HANTAWAT á-la-na-ti+li infansm ku-pa-tá-KURUNT URA+HANTAWAT mi+r(a)-àUTNA <infansm> à-wa PÁRANA-na wa-la-mu-sa HANTAWAT wi-lu-saUTNA [ ] [ ] i pa-ti [ ] UMINA à-wa mi+r(a)-àUTNA à+ta mi-ti-sa UMINA ARHA PARNA+r-ta6 à-wa ma-sa-hù+i-ti URA+HANTAWAT wi-lu-saUTNA [ ] ī[ -wa] PARNA(+r)-ti ARHA UMINA-mi-naUMINA [ ] à-wa [ ] ta4pa<+r>sa7-la UMINA na4 ta4-pa<+r>-sa7-la ā-wi-sa-nàUMINA PARNA(+r)na-sa-nàUMINA ta+r-wi-saUMINA TAPAR-wi-saUMINA ki+r-su-saUMINA[ ]UMINA na4 há+r-naUTNA pu-ru-sú-waUMINA su-ru-tiUMINA wí/zu-sà-na-tiUTNA APA-sa-sa-waUTNA ā-ta+r-ma-saUMINA lu+r-sa-na-saUMINA ā-ti-tu+r(a)UMINA ā-su-waUMINA UTNA TIWATA-ru-saUMINA sá-wi-saUMINA ku-ru-ti-saUMINA wa-sa-ta+r-nàUMINA pa-la-na-saUMINA ti-wa-lú-saUMINA KWA-pa-na-saUMINA na4 -pu -la ti-wa ka-wa-sa-ká+r(i)UMINA ku-su+r-āUTNA ha-pu-ru-saUMINA à-wa ī ÁMU ta-sa -ha mi+r(a)-àUTNA tà-ha à-wa ā-la-na-ti -li infansm+HANTAWAT URA+PARNA infansm TUZI-mi wi-lu-saUTNA á URA+HANTAWAT mi[+r(a)]-à[UTNA] à-wa URA+HANTAWAT mi[+r(a)]-àUTNA URA+HANTAWAT ku-wa-lú-àUTNA à+ta pi-ta6-sa[UTNA] à ha6+r-wa-na KWA UTNA sa-la-paUTNA ma-saUMINA à-wa HARWAN ma-sa-na-tiUTNA à-wa -mu URA+HANTAWAT mi+r(a)-àUTNA TIWA2-TIWA2-wa HÁ(TI)-saUTNA *202 à-wa à-wa HÁ(TI)UTNA sá-sá-ha à-wa mi+r(a) ta-ta6 UTNA i-i 6000 ma ma à-wa 10 UMINA+mi TAMA-ha mi+r(a)-à-tiUTNA mi+r(a)-àUMINA PÁRA-ASAUMINA [?-?]-waUMINA TARKU-waUMINA á+r-TARKU-nàUMINA wa-ha4-maUMINA ā-mu-waUMINA mi-ta6-saUMINA há-pa-nuUMINA ma-TARKU -ha[UMINA] à-wa URA+PARNA MASANAPARNA i-ā-i MASANATARHUNT MASANA(a)pá+r(a) MASANAku-*128 URA+domina PÁRA-ASAUMINA TAMA-ha wa-[ā] à-wa HANTAWAT há-pa-laUTNA ā[ ] ta4-la+r(i)UMINA á+r-ma-ta6UMINA hi-li-?+rUMINA la-la-taUMINA sa5+r-tu-waUMINA la+r(i)-maUMINA PARNA(+r)-ta6 ARHA à-wa HANTAWAT á-ta6-pa-liUTNA PARNA-su-ha-na-tiUMINA ā-la-?UMINA na-hi-ta6UMINA hu-ta-naUMINA PARNA(+r)-ta6 ī infansmna-naUMINA à-wa 6 HANTAWAT! HANTAWAT wa-lu-saUTNA HANTAWAT há-pa-laUTNA HANTAWAT URA-WALWAUTNA HANTAWAT AS[UW]A -haUTNA à-wa URA+HANTAWAT mi+r(a)-àUTNA à-wa i URA-HANTAWAT ARA-wa à-wa á+ya HANTAWAT HÁ(TI)UTNA URA+UMINA ta6 ta+r-saUMINA ā-ti-naUMINA la-wa-ta4-tiUMINA na4 à-ma-na mu-ka-sa +haUTNA ha-la-paUTNA ká+r-ka-mi+saUTNA wa-ka+r-táUTNA [ ]UTNA ā-ma-tuUTNA ku-pi-laUTNA à-wa mi+r(a)-àUTNA navis2 navis2 URA+UMINA wa PÁRA-háUTNA pi+?-?UMINA pu-la-sà-tiUTNA la-sà-ti-naUTNA URAUMINA wa-lu-KATAUTNA sà KATA-saUTNA la-mi-áUMINA à-wa [-mu] URA+HANTAWAT+infansm ′mu-ku-su-sa ā-nà UTNA UMINA -wa MI WI à-wa infansm KULANA URA+HANTAWAT infansm tu?-wa-ta6 URA+HANTAWAT infansm PIA-ma-KURUNT URA+HANTAWAT à-wa ARHA mi-zi+r(i)UTNA ā-sa-ka-lú-naUMINA ka-?-?-ha6 navis2 ā-ta6 HARNAS à-wa [ ] URA+HANTAWAT á-i-wa UTNA ASATAR ya 40 *? (= Gewicht) à-wa URA+HANTAWAT MASANATARHUNT MASANAPARNA TAMA MASANA(a)pá+r(a) [ka]-ta-WATA-naUTNA MASANAku-*128 [ ]UTNA MASANAWANTI [ ] MASANA[ ] [? -?]UTNA MASANA[ ] á-pa-saUTNA à-wa URA+HANTAWAT UMINA+mi TAMA-mu-ha ASU à+ta ARA-waUTNA á-pa-saUMINA ā-lú-pa-naUMINA ku-ru-piUMINA la-pa-tíUMINA [sa]-mu+r-naUMINA ā-ku-ma-naUMINA ASA-ru-tiUMINA na4 ti4-ma-laURA+HARNAS hu-wa-la-?-?UMINA ku-ka-wa-mi-saUMINA ku-wa-li-sa-saUMINA nà-nú-wa-saUMINA ha6+r-pa-hi-liUMINA na4 hu-na-saHARNAS PÁRA-ASA-ā-na-saUMINA sa5-la-á-pa-saUMINA URA-na-sa-saUMINA ā-la-wa-saUMINA ā-ti-pa-li-àUMINA [ ]UMINA [ ]UMINA [ ]UMINA à-wa PÁRA-la-à-wi-saUMINA ku-wa+r-?UMINA pu+r-sa-ta-naUMINA na4 á-na-ma wa-na ī-na há-pa-laUMINA à-wa APAMI-miUMINA ā-lu-saUMINA á-na-sà+r(i)UMINA HARNAS TARKU-na-saUMINA mi+r(a)-wa-na-īUMINA hu4-pa-ka-tìUMINA pá+r-sa-tí?-naUTNA hu4-ta+r-ā-liUMINA á-pa+r-ā4-tiUMINA à-wa mu-la-wa-saUMINA ī-ká+r(i)UTNA lu-KATA-na-saUMINA ki-na-tu-waUMINA na-sa-saUMINA à-wa URA+HANTAWAT la+PÁRNA mu-ku[-su-sa] [APA-sa-sa]-waUTNA à [ ] MASANATARHUNT MASANA(a)pá+r(a) MASANA[ ] MASANAku-*128 MASANA[ ] MASANA[ ]MASANA[ ]MASANA[ ] wa-à KWA PÁRA-na i-ā URA+HANTAWAT [ ] [mu-ku-su]-sa [APA-sa-sa]-waUTNA à-wa KULANA-MUWA infansm MA URA+HANTAWAT MASANAKULANA[ ] mu-ka-sa<+r> lu-lu-ti -li ASATAR [ASA]-wa ARAUTNA URA+HANTAWAT à-wa MASANATARHUNT-ti-sa-saUMINA UTNA AMU TIWA-TIWA ka-sa-kaUMINA UTNA AMU TIWA-TIWA ma-saUMINA UTNA à-wa HANTAWAT á-ti-pa-liUTNA HANTAWAT KATA-WATA-naUTNA HANTAWAT ká+r-ka-mi+saUTNA HANTAWAT ā-la-sá-?UTNA HANTAWAT a5-lu-sa-?UTNA HANTAWAT ka-ta-ta+r-?UTNA TALMI-ma4 [ ] UTNA *? (Geschenk tragende Person) à-wa ā ma-sa-sa UMINA+mi mi?-ā-na URA+HANTAWAT UTNA à-wa URA+HANTAWAT [ ] mu-ku-su-sa MASANATARHUNT [ ] MASANA[ ] ku-pa-tá-KURUNT la+PÁRNA a5-wa-na-ta6HAPA-UTNA wa-ta+r-waUMINA hu-la-naHAPA-UTNA ha6+r-KWA-wa-naUTNA TARKASNA-la+r(i)UTNA sa-la-paUTNA ka-la-sa-maUTNA la-la-ha-saUMINA [ ]HAPA-UTNA *?-naHAPA-UTNA AMU-ru-saUMINA pi-ta6-saUTNA MASANATARHUNT-saUTNA la-la-na-ta6UMINA ā-na-ta6UMINA sa-i-ma-ta6UMINA na4 lu-la-saUTNA à-wa UTNA sa-ta+r-ha-ta6 há-pa-laUTNA á+r-wa-na-ta6 8000 [ ] mi+r(a)-àUTNA à-ta [ ]UMINA [ ]UMINA [ ]UMINA [ ]UMINA [ ]UMINA [ ]UMINA pa-li-iUMINA mi<+r(a)>-àUMINA TARKU-waHARNAS-UMINA ma-na-hu-saUMINA ku-wa-ta6-naUMINA pa-wí/zu-na-iUMINA mi-ta6-saUMINA wa-sa-ta6-saUMINA mi-tu-wa-naUMINA i-ta-pa-liUMINA hu-wa-li-iUMINA wí/zu-na-ta+r-waUMINA a5-la-naUMINA á-wa-na-saUMINA URA-wa-naUMINA ta+r-wa-li-iUMINA pa-la-na-saUMINA à-wa [ ] HARNAS sa mi+r(a)-àUTNA 6000 ta-ta6 á+r-wa-na [ ] à-wa á+r-nú-wa-na-ta6 HANTAWAT HÁ(TI)UTNA MASANA <á-i-mi> à-wa -tá MASANATARHUNT+UMINA URAUMINA wa-su la-waUMINA la-mi-iHAPA-UTNA WARPA HÁ(TI)UTNA ā-ru-na-sa WARPA i-ku-wa-naUTNA hu+r-nà-iUTNA na4 hu-wa-ta6 nú-wa-ta6 UTNA | „Seine Majestät, der Großkönig, Labarna Kupanta-Kurunta, Labarna, Großkönig (von) Mira, Sohn (des) Großkönigs Mashuitta, Sohn (des) Großkönigs Alantalli, Sohn (von) Kupanta-Kurunta, Großkönig von Mira.“ „Zugunsten von Walmus, König (von) Wilusa [ ].“ „[ ] das für ihn [ ] Stadt.“ „In Mira zerstörte (der Feind) die Stadt eines Untergebenen.“ „Der Großkönig Mashuitta [unterstützt] Wilusa.“ „(Wenn der Feind) diese Stadt zerstören will,“ „Städte der Regentschaft (und) nicht (direkt) der Regentschaft (insgesamt 25): Awisana, Parnasana, Tarwisa, Taparwisa, Kirsusa, [ ]; in(direkt): das Land (von) Harna, Purusuwa, Suruti, das Land (von) Wi/Zusanati, das Land (von) Apasasawa, Atarmasa, Lursanasa, Atitura, das Land (von) Assuwa-Stadt, Tiwatarusa, Sawisa, Kurtisa, Wastarna, Palanasa, Tiwalusa, Kwapanasa; früher nicht mit ihm (verbündet): in Kawasaka, das Land (von) Kusura, Hapurusa.“ „Ich stellte diese Stele auch (für/in) Mira auf.“ „Der Prinz (oder) der Palastbeamte, (der es) für sich beanspruchen wird: mögest du Wilusa schützen, (wie) der Großkönig (von) Mira (es tat)!“ „Großkönig (von) Mira,“ „(ich), der Großkönig, baute eine Straße in Kuwalua (nach) Pitassa (und) was (auch immer) Land: Sallapa (und) Masa-Stadt,“ „und eine Straße in das göttliche Land.“ „Ich, der Großkönig von Mira, werde weiterhin das/die Heiligtum/Heiligtümer von Hatti zur Verfügung stellen, (und) ich werde (es/sie nutzen).“ „Ich habe Hatti immer wieder unterstützt.“ „Mira hat diese 6000 Widder (in) das Land gebracht.“ „Ich baute 10 Zitadelle(n) in Mira: Mira-Stadt, Parasa, [ ]wa, Tarkuwa, Artarkuna, Wahama, Amuwa, Mitasa, Hapanu, und Matarku.“ „Ich baute einen Palast (und) einen Tempel für diese (3 Götter): Tarhunt, den Gott des Feldes, (und) Kupapa, die Königin (von) Parasa, (während des) beten(s).“ „Der König (von) Hapalla [ ] zerstörte (6 Städte): in Tala, Armata, Hili[…]r, Lala(na)ta, Sartuwa, (und) Larima.“ „Der König (von) Atapali befestigte (5 Städte): in Parnasuhanati, Ala[…], Nahita, Hutana, (und) dieser Stadt (von) einem Sohn (= Juniorbeamter) [= Beyköy].“ „(Dort sind zusammen) 6 König(e): der König (von) Wilusa, der König (von) Hapalla, der König (von) Urawalwas Land (= Seha), und der König (von) Assuwa,“ „und der Großkönig (von) Mira,“ „(und) dieser (ist auch) der Großkönig (von) Arzawa.“ „Der Held, König (von) Hatti, stellt die Hauptstadt (für die Städte): Tarsa, Atina, (und) Lawatati; (und) in(direkt): die Länder (von) Amana und Mukasa, Halapa, Karkamisa, Wakarta, [ ], Amatu, (und) Kupila.“ „(Aufgrund seiner) Flotte (stellt) Mira die Hauptstadt (für): Paraha, Pi[ ], Pulasati, Lasatina, Ura, Walukata vom unteren Land, (und) Lamia.“ „Für mich Muksus, großer Prinz in den Ländern (Land) und Städten (Stadt) (von) Mi(ra und) Wi(lusa),“ „großer Prinz Kulana(muwa), großer Prinz Tuwata, (und) großer Prinz Piyama-Kurunta,“ „sie machten Asakaluna (entlang) der Grenze (von) Ägypten (durch) Kriegs(?)-Schiff (in) eine Festung.“ „[ ] Ich, der Großkönig, werde diese 40 (Metalleinheiten aus diesem) Land für einen Thron opfern,“ „und ich, der Großkönig, baute einen Tempel (für die Götter) Tarhunt, den Gott des Feldes von Katawatana, Kupapa des Landes [ ], den Gott des göttlichen Berges [ ], Gott [ ] des Landes [ ], Gott [ ] des Landes Apasa.“ „Ich, der Großkönig, baute reichlich Zitadelle(n) in Arzawa (insgesamt 25): Apasa, Alupana, Kurupi, Lapati, Samurna, Akumana, Asaruti, nicht (in einer Stadt) die große Festung (von) Timala, Huwala[ ], Kukawamisa, Kuwalisasa, Nanuwasa, Harpahili, nicht (in einer Stadt) die Festung (von) Hunasa, Parasanasa, Salapasa, Uranasasa, Alawasa, Atipalia-Stadt, [ ], [ ], (und) [ ],“ „und Paralawisa, Kuwar[…], (und) Pursatana.“ „Nicht (enthalten sind diejenigen) mit einer Namenstele in Hapalla (insgesamt 14):“ „Weststadt, Alusa, in der Festung (von) Anasa, Tarkunasa, Mirawanai, Hupakati, das Land von Parsatina, Hutarali, (und) Aparati,“ „und Mulawasa, im Land (von) Ikari, Lukatanasa, Kinatuwa, (und) Nasasa.“ „(Im Auftrag des) Großkönigs, Labarna, opfert Muksus (im) Land (von) Apasasawa Tarhunt, dem Gott des Feldes, dem Gott [ ], Kupapa, dem Gott [ ], dem Gott [ ], dem Gott [ ], (und) dem Gott [ ],“ „und (er wird tun), was (immer) zu ihren Gunsten ist.“ „(So auch im Namen) des Großkönigs [ ] [Muksu]s im Land (von) [Apasasa]wa.“ „Kulanamuwa, der große Prinz (von) Ma(sa), wird durch Anrufung den Gott der Armee für sich besänftigen.“ „Ich, der Großkönig, werde (auf) dem Thron (von) Arzawa [sitzen bleiben].“ „Ich habe regelmäßig (im) göttlichen Land (von) Tarhunttisasa gekämpft, ich habe regelmäßig (im) Land (von) Kasaka gekämpft, (und so auch) im Land (von) Masa.“ „Der König (von) Atapali, der König (von) Katawatana, der König (von) Karkamisa, der König (von) Alasa(?), der König (von) (W)alusa(?), der König (vom) unteren Tar[…](?), (die Könige von) allen Ländern (Land) brachten Geschenke.“ „(Ich), der Großkönig, baute die Zitadelle von Masa (in) meinem (eigenen) Land.“ „(Im Auftrag des) Großkönigs, Muksus [ ] (für) Tarhunt, den Gott [ ].“ „Labarna Kupanta-Kurunta, das Awanata-Flussland, die Stadt (von) Watarwa, das Hulana-Flussland, das Land (von) Harkwawana, im Land (von) Tarkasnalari, das Land (von) Sallapa, das Land (von) Kalasama, die Stadt (von) Lalahasa, das Flussland (von) [ ], das Flussland (von) […]na, die Stadt (von) Amurusa, das Land (von) Pitasa, das göttliche Land (von) Tarhunttisasa, die Stadt (von) Lalanata, die Stadt (von) Anata, die Stadt (von) Saimata (insgesamt 16 Städte und Länder), (aber) nicht das Land (von) Lulasa,“ „er setzte fort, über die Länder (Land) zu siegen (und nach) Hapalla sandte er 8000 (Truppen) [ ].“ „In Mira (insgesamt 23 Städte): [ ], [ ], [ ], [ ], Pali, Mira, Tarkuwa, Manahusa, Kuwatana, Pawi/zunai, Mitasa, Wasatasa, Mituwana, Itapali, Huwali, Wi/Zunatarwa, Alana, Awanasa, Urawana, Tarwali, Palanasa,“ „er stationierte (in) der [ ] Festung von Mira 6000 (Truppen für) Einsätze.“ „Arnuwanata, König (von) Hatti, wurde zu Gott,“ „weshalb er nicht in diese Länder eindrang: Tarhunt(tisasa), Ura, das heilige Lawa(tati), Lamia, Krondomäne(n von) Hatti des Meeres, (weitere) Krondomäne(n von Hatti): Ikkuwana (und) Hurnai.“ |

### HL Beyköy 3 und 4
Bei den Texten HL Beyköy 3 und 4 handelt es sich um zwei hieroglyphenluwische Fragmente, die sich ebenfalls in den hinterlassenen Unterlagen James Mellaarts befanden und wie HL Beyköy 2 durch Georges Perrot von Inschriften abgezeichnet worden sein sollen. Nachstehend die Transliteration und die Übersetzung Fred Woudhuizens:
| (A) (B) | HANTAWAT+infansm ma-sa-<hù>+i-ti URA+HANTAWAT á-la-na-ta6+li á-la-na-ta6+li infansm | „Prinz Mashuitta, (Sohn des) Großkönigs Alantalli“ „Sohn (von) Alantalli“ |

## Keilschriftliche Beyköy-Texte
Die keilschriftlichen Beyköy-Texte sollen sich nach den Notizen aus James Mellaarts Nachlass auf drei Bronzetafeln befinden, die 1878 vom Direktor der osmanischen Antikenbehörde nach einer Durchsuchung des Ortes Beyköy beschlagnahmt wurden. Anlass der Durchsuchung war der fehlgeschlagene Versuch der Sicherstellung der 30 Steinblöcke mit hieroglyphenluwischen Inschriften, die von den Bewohnern des Ortes in das Fundament einer Moschee verbaut worden sein sollen (siehe oben). Die Bronzetafeln wurden dem neu gegründeten Archäologischen Museum in Konstantinopel, dem heutigen Istanbul, gestiftet. Eine der Tafeln war in den 1880er Jahren kurzzeitig in einer Ausstellung zu sehen. Nachdem eine der Bronzetafeln fehlte, kamen die beiden verbliebenen in die Residenz des Sultans Abdülhamid II., den Dolmabahçe-Palast. Ende der 1930er Jahre tauchte die gestohlene Tafel wieder auf, die drei Bronzetafeln verblieben jedoch im Archiv.
Nachdem sich schon Emil Forrer und wahrscheinlich Helmuth Bossert und ein weiterer deutscher Hethitologe mit der Deutung der Inschriften auf den Bronzetafeln befasst haben sollen, erhielt nach Mellaart in den 1950er Jahren der deutsch-amerikanische Altorientalist Albrecht Götze im Rahmen des oben genannten türkisch-amerikanischen Forschungsprojekts den Auftrag zur Übersetzung der Texte. Eine Kopie von Götzes Übersetzung des Keilschrifttextes ins Englische, die 67 Seiten mit 278 durch horizontale Linien voneinander getrennte und nummerierte Absätze umfasste, will James Mellaart in Teilen zwischen 1976 und 1981 erhalten haben. Nach dem Tod des designierten Herausgebers der Forschungsergebnisse des Projekts Bahadır Alkım 1981 soll der erste Band der Publikation mit den keilschriftlichen Texten der drei Bronzetafeln 1984 in Druck gegangen sein, erschien jedoch nie.
Ab 1986 sei Mellaart nach seinen Angaben der Einzige gewesen, der noch über einen Teil des Materials verfügte und aktiv damit arbeitete. James Mellaart verwies 1992 und 1993 in verschiedenen Publikationen auf die bevorstehende Veröffentlichung der Texte, die jedoch bis zu seinem Tod 2012 nicht erfolgte. Im Jahr 1995 tauschte er sich brieflich mit Eberhard Zangger über den Inhalt der Texte aus. Es soll sich um eine umfassende Geschichtsschreibung der Ereignisse im Westen Kleinasiens im Zeitraum von etwa 2500 v. Chr. bis zur Niederschrift der Tafeln um 1170 v. Chr. handeln. Auftraggeber der Recherchen und Texte war danach Kupanta-Kurunta, der Großkönig von Mira. Anlass der Erstellung der drei Bronzetafeln mit akkadischer Keilschrift in hethitischer Sprache sei die Inthronisation seines Nachfolgers Muksus gewesen, der zuvor Siege über Hatti und Ägypten errungen haben soll.